# Back-to-Back House

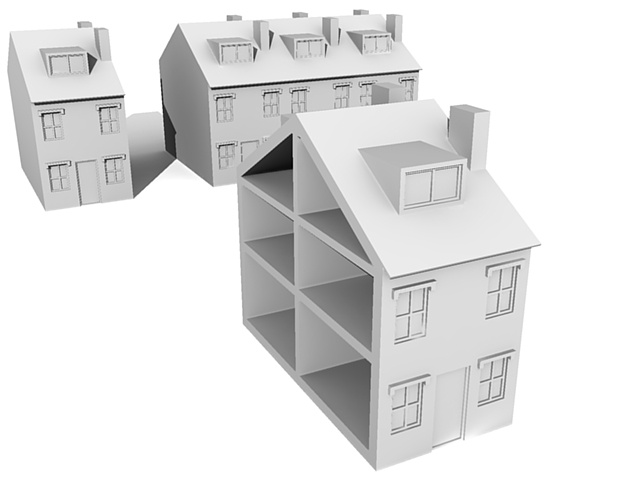
Back-to-Back-Reihenhaus, Schnittdarstellung. Die parallel zum First verlaufende Wand trennt die beiden Haushälften.

Back-to-Back House ist die Bezeichnung für das in Großbritannien typische Reihenhaus, wie es im 19. Jahrhundert für die Industrie-Arbeiterschaft massenweise errichtet wurde. Dabei teilen sich zwei Reihenhäuser eine gemeinsame Rückwand – so sie nicht direkt an eine Fabrik, Schule oder andere Gebäude angelehnt sind. Da die Rückwände am oberen Ende des Daches zusammenstoßen und somit einen gemeinsamen Dachfirst bilden, sehen die Gebäude von der Seite aus wie ein normales Haus.

## Sprachliche Rezeption

Grundriss von 14 frühen Back-to-Back-Häusern. Im Hinterhof eingezeichnet die gemeinschaftlich zu nutzenden Waschhäuser und „privies“ (Außentoiletten).

In England ist „Back-to-Back“ ein Synonym für Arbeiterwohnungen schlechthin, etwa wie das Wort „Kolonie“ im Ruhrgebiet.
Der einfachste Typ dieser Häuser war spartanisch ausgeführt und bestand lediglich aus zwei Räumen – einem auf jeder Etage. Drei von vier Wänden grenzten an Neben- oder Hintergebäude und hatten daher weder Tür noch Fenster, was zu mangelhafter Belüftung und Belichtung führte. Auch die sanitäre Ausstattung war anfangs mangelhaft. Daher ist „Back-to-Back“ auch ein Synonym für „unmodern“, oder schlicht für Arme-Leute-Gegend oder Elendsquartier, ähnlich wie das Wort „viktorianisch“ lange Zeit abfällig für unmodern oder veraltet gebraucht wurde.
Seit allerdings auch die moderne Bauweise in Wohnblocks oder Großwohnsiedlungen u. a. viel von ihrem Glanz verloren hat, da sie die alten gesellschaftlichen Probleme Großbritanniens nicht lösen konnte, ist die Reputation der noch verbliebenen Reihenhaussiedlungen wieder spürbar gestiegen. Dabei spielt nicht nur eine gewisse Nostalgie eine Rolle, sondern auch die Abkehr von Wohnmaschinen und Betonbauweise, wie sie überall in Europa stattgefunden hat.

## Geschichte

### Vorteile und Nachteile

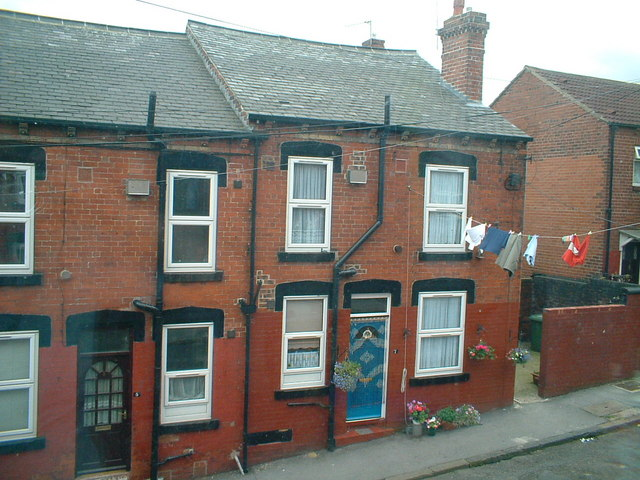
Maximale Raumausnutzung: Back-to-back-Reihenhäuser in Armley, Leeds

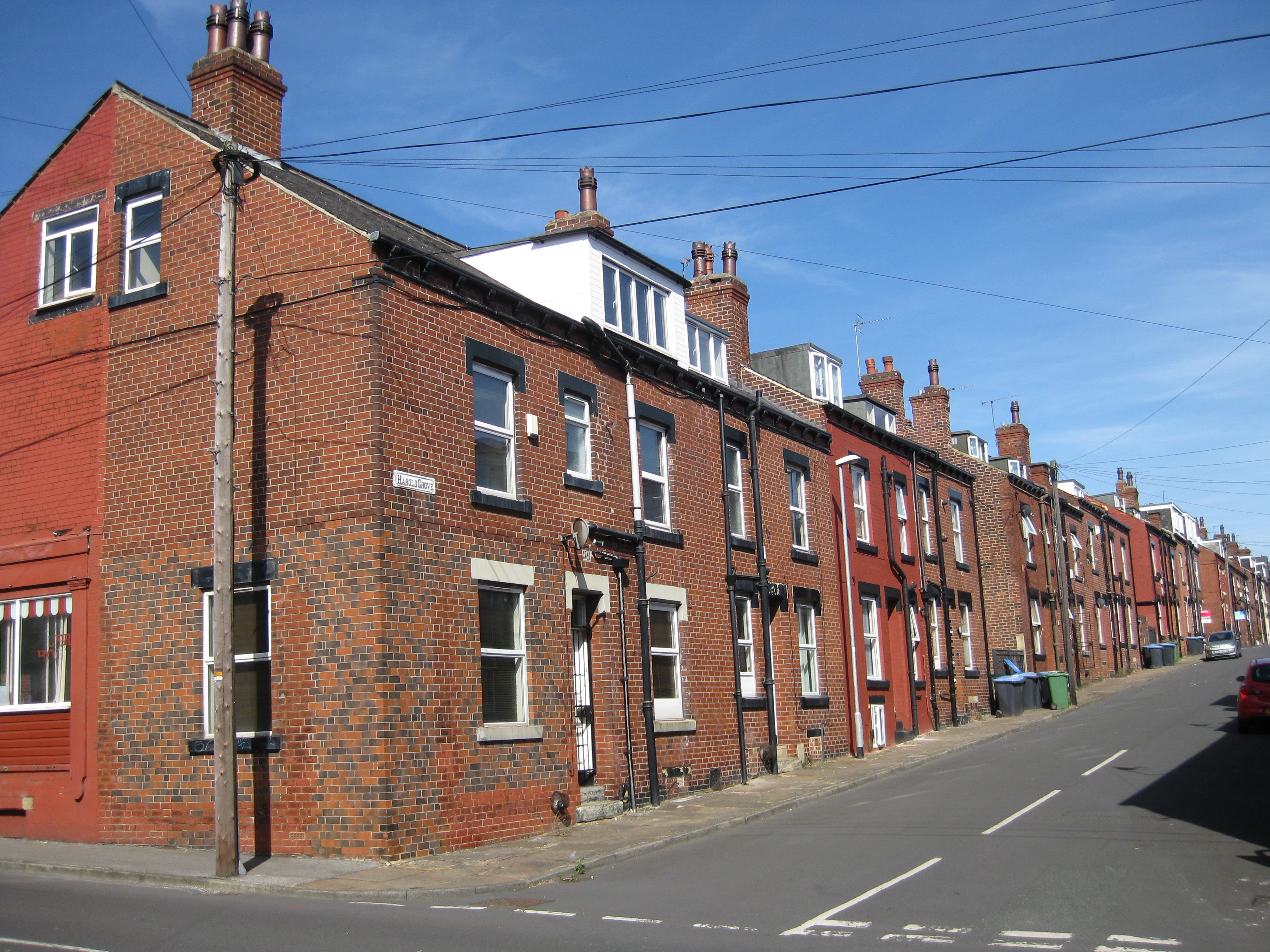
Back-to-back-Reihenhäuser in Hyde Park, Leeds

Als die Bevölkerungszahl der britischen Industriestädte im 19. Jahrhundert explodierte, benötigten Arbeitgeber und Gemeinden eine Wohnform, die in möglichst kurzer Zeit möglichst viele Menschen in möglichst wenig Raum unterbringen konnte, ohne dass die städtische Infrastruktur völlig aus den Fugen geriet. Die Lösung entstand aus einem Gitternetz aus langen, schnurgeraden Straßen, die parallel zueinander in kurzen Abständen verliefen. Zwischen ihnen verlief nämlich nur eine einzige Häuserreihe – jedoch mit Wohnungen zu beiden Straßen, die an der gemeinsamen Rückwand zusammenstießen: Das Back-to-Back-House war geboren.
Diese Bauform, viele einzelne Häuser direkt nebeneinander zu bauen, ermöglichte es außerdem, diese geraden Parallelstraßen über die Hänge und Kämme des oft hügeligen Baugrundes zu ziehen. Daher stammt auch der englische Begriff für Reihenhaus: terraced house, also Terrassen- oder „stufenförmiges Haus“.
Dieses Grundmuster wurde jahrzehntelang weiter verfolgt, wobei die neueren Viertel mit der Zeit, der englischen Hygiene-Gesetzgebung folgend, größer, solider und komfortabler gebaut wurden – ohne dass jedoch die grundlegenden Probleme der Belichtung und Belüftung gelöst werden konnten. Auch verkamen gerade die ältesten und daher sowohl primitivsten als auch maroden Quartiere immer mehr zu Elendsvierteln, da dort jene Menschen hausten, die nirgendwo anders hin konnten. Schon um 1850 übten Zeitgenossen wie Friedrich Engels („Die Lage der arbeitenden Klasse in England“, 1845) beißende Kritik an den Zuständen in englischen Industriestädten und monierten ausdrücklich die oft schlampige Bauweise der hastig hochgezogenen Massenquartiere.

### Slum-Bereinigung und Flächensanierung
Nach dem Ersten Weltkrieg organisierten viele britische Städte eigene Programme zur Bereinigung sog. Slums. Darunter verstand man zuerst lediglich „überfüllte“ (engl. slum) Wohnquartiere. Ab 1920 begann der großflächige Abriss solcher Wohnviertel zugunsten einer lockereren Bebauung. Doch bis in die 1930er Jahre hinein wurden in Leeds noch Back-to-Back-Houses errichtet.
Der endgültige Niedergang der doppelten Reihenhäuser begann allerdings mit den großangelegten Flächensanierungen nach Ende des Zweiten Weltkrieges. Bis Mitte der 1970er Jahre waren die meisten alten Back-to-Backs aus Englands Straßen verschwunden. In Birmingham etwa, deren eine Million Menschen fast komplett in Reihenhäusern gewohnt hatten, ist lediglich eine Bauflucht von 3 Back-to-Backs übrig geblieben, welche heute unter Denkmalschutz steht. Dagegen sind in Leeds noch einige Wohnviertel erhalten geblieben – eben jene der jüngsten und modernsten Bauart, die bis 1930 ausgeführt wurde.

## Blind Backs

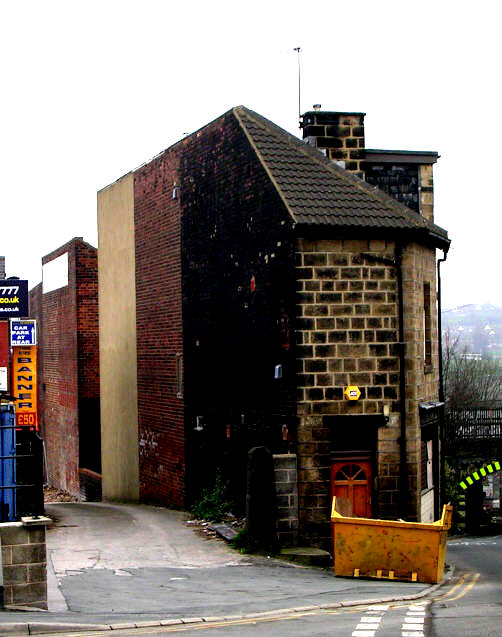
Blind Backs in Bramley, Leeds

„Blinde Rücken“ sind eine Sonderform, die durch den Anbau einer einzigen Häuserreihe an eine Fabrikmauer oder sonstige Gebäude entstand. Zuweilen wurde auch nur eine einzige Häuserreihe ausgeführt, so dass zur Rückseite hin nur die nackte fensterlose Rückwand zu sehen war. Es sah in etwa so aus, als habe jemand die Häuserreihe einfach in der Mitte durchgeschnitten. Oft war das auch tatsächlich der Fall – viele „Blind Backs“ entstanden durch die Sanierung bzw. den Abriss der anderen Hälfte.

## Vorbild für den Kontinent

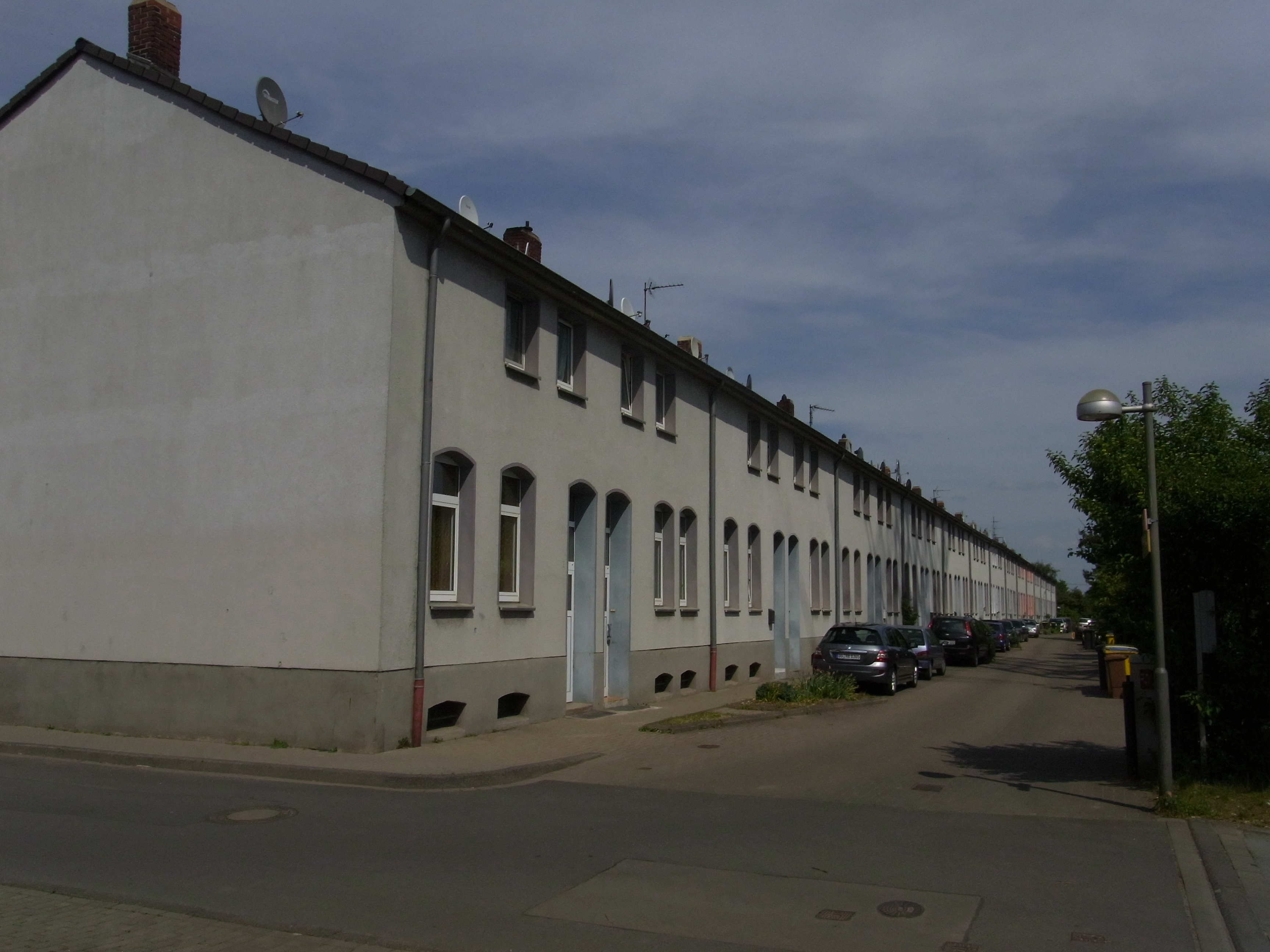
Die Straße „Am Holzgraben“ in Dortmund-Scharnhorst

Wie in fast allen übrigen Belangen der Industrialisierung diente auch der britische Arbeiterwohnungsbau lange Zeit als Vorbild für entsprechende Lösungen auf dem Kontinent. Im Ruhrgebiet beispielsweise wurden bis um 1900 lange Reihenhaus-Ketten aus ein- oder zweistöckigen schmalen Wohnungen gebaut, die als „D-Zug-Siedlung“ bezeichnet wurden aufgrund ihrer Ähnlichkeit mit den ungewohnt langen Wagen der damals neu aufgekommenen Durchgangszüge (D-Züge). In Dortmund-Scharnhorst sind zwei solche um 1900 von der Zeche Scharnhorst errichtete Einheiten in den Straßen Am Holzgraben (⊙) und Wambeler Heide (⊙) erhalten geblieben. Die Ähnlichkeit mit den britischen Vorbildern ist unverkennbar, obwohl es sich nicht um klassische Back-to-Backs handelt.